# توسيليزوماب
توسيليزوماب (INN - أو أتليزوماب) هو جسم مضاد وحيد النسيلة طوره هوفمان-لا روش وتشوغاي وسوق تحت اسم أكتيمرا وروأكتيمرا. توسيليزوماب هو دواء كبت مناعة يستخدم في التهاب المفاصل الروماتويدي والتهاب المفاصل الرثياني الشبابي.
كذلك أقر استخدامه في اليابان لعلاج داء كاسلمان، وهو ورم حميد يصيب الخلايا البائية.

## استعمالاته الطبية

### مرض فيروس كورونا 2019
لقد شملت اللجنة الوطنية للصحة في الصين استعمال توسيليزوماب كجزء من الارشادات المخصصة لمعالجة المصابين بمرض فيروس كورونا 2019. في تاريخ 11 مارس 2020؛ اصدر الطبيب الإيطالي باولو اشيرتو تقريرا الذي يوفي بان التوسيليزوماب على ما يبدو كان فعالا عند استعماله في ثلاث حالات مستعصية من مرض فيروس كورونا 2019 في إيطاليا. في تاريخ 14 مارس 2020؛ ظهر التحسن على ثلاث مرضى من بين ستة في نابولي، وبالتالي؛ حفز هذا الامر لان تقوم وكالة علم الأدوية الايطالية (الاسم بالإنجليزية: Italian Pharmacological Agency ، اختصار AIFA) بان تتوسع في اختبار التوسيليزوماب في أخرى خمسة مستشفيات. بدأ كل من شركة روش ومنظمة الصحة العالمية باجراء تجارب واختبارات بشكل منفصل حول استعمال التوسيليزوماب في معالجة الحالات المستعصية من مرض فيروس كورونا 2019.